# Cacia interruptovittata
Cacia interruptovittata là một loài bọ cánh cứng trong họ Cerambycidae.